# Zeitschrift für Türkeistudien
Die Zeitschrift für Türkeistudien war eine von 1988 bis 2007 halbjährlich erscheinende wissenschaftliche Zeitschrift für Türkeistudien. Sie wurde im Lit Verlag verlegt und durch das Zentrum für Türkeistudien (ZfT) in Essen herausgegeben. Zuvor waren die Verlage Integra Verlag (1988) und Leske + Budrich (1989–1999) beteiligt. Die Zeitschrift war interdisziplinär ausgerichtet und thematisierte Forschung (Politik, Wirtschaft, Recht und Soziales) zur Türkei und bildete mit der Migrationsforschung und den Deutsch-türkischen Beziehungen Fragestellungen für Deutschland ab. Neben den wissenschaftlichen Artikeln wurden auch Buchrezensionen vorgestellt.